# Gildapil (Aldeia)
Gildapil ist eine osttimoresische Aldeia im Suco Gildapil (Verwaltungsamt Lolotoe, Gemeinde Bobonaro). 2015 lebten in der Aldeia 615 Menschen.

## Geographie

Im Dorf Gildapil (2025)

Gildapil liegt im Südosten des Sucos Gildapil. Nördlich und nordwestlich befindet sich die Aldeia Gildapil. Im Nordosten grenzt Gildapil an den Suco Leber, im Osten an den Suco Lontas und im Süden und Westen an den Suco Lebos. Im Nordosten liegen mit dem Lacus (1733 m), dem  Zeman (1664 m) und an der Grenze zu Lontas dem Luhito (1691 m) die höchsten Berge Lolotoes.
Durch den Westen von Gildapil führt eine Piste. An ihr liegt im Südwesten das Dorf Gildapil. Hier befinden sich der Sitz des Sucos, ein Hospital, eine Kapelle und eine Grundschule.

## Politik
2023 wurde José da C. Bernardos zum Chefe de Aldeia gewählt.